# Fabrice Roger-Lacan
Pour les articles homonymes, voir Lacan.
Fabrice Roger-Lacan est un scénariste et dramaturge français.

## Biographie
Fabrice Roger-Lacan est né le 10 septembre 1966. Après avoir suivi des études à l’École normale supérieure de la rue d'Ulm et à l’École de cinéma de l’université de New York, il collabore avec des metteurs en scène aux univers variés comme, entre autres, Édouard Baer, Benoît Jacquot, Bruno Chiche ou Isabelle Nanty.
Ses deux premières pièces sont mises en scène par Isabelle Nanty : Cravate club (2001) au Théâtre de la Gaîté, avec Charles Berling et Edouard Baer (Molière de la révélation théâtrale) et Irrésistible (2007), au Théâtre Hébertot, avec Virginie Ledoyen et Arié Elmaleh.
En 2010 il crée Chien-chien, au théâtre de l’Atelier, mise en scène par Jérémie Lippmann, avec Alice Taglioni et Elodie Navarre, et en 2011 : Quelqu’un comme vous, au théâtre du Rond-Point, mise en scène par Isabelle Nanty, avec Jacques Weber et Benabar.
Ses pièces suivantes sont créées au Théâtre Édouard VII, mises en scène par Bernard Murat: La Porte à côté (2014) avec Edouard Baer et Emmanuelle Devos, La Vraie vie (2017) avec Guillaume de Tonquédec et Léa Drucker et Encore un instant (2019) avec Michèle Laroque et François Berléand.

## Filmographie

### Cinéma: comme scénariste
- 1994 : La Folie douce de Frédéric Jardin
- 2000 : La Bostella d’Edouard Baer
- 2000 : Les Frères Sœur de Frédéric Jardin
- 2001 : Barnie et ses petites contrariétés de Bruno Chiche
- 2001 : L'Art (délicat) de la séduction de Richard Berry
- 2002 : Cravate club  de Frédéric Jardin
- 2002 : Adolphe de Benoît Jacquot
- 2003 : Le Bison (et sa voisine Dorine) d’Isabelle Nanty
- 2005 : Akoibon d’Edouard Baer
- 2007 : L'Île aux trésors d’Alain Berbérian
- 2008 : Les Enfants de Timpelbach de Nicolas Bary
- 2011 : Je n'ai rien oublié de Bruno Chiche
- 2016 : À fond de Nicolas Benamou
- 2017 : L'un dans l'autre de Bruno Chiche
- 2020 : Mon cousin de Jan Kounen
- 2022 : Tendre et saignant de Christopher Thompson

### Télévision
- 1995 : Le R.I.F. (1 épisode)
- 1997 : Qui va Pino va sano (réalisateur)
- 2003 : Le Grand Plongeoir d’Edouard Baer
- 2011 : La collection - Écrire pour... 5 fois Nathalie Baye - épisode : À l'abri
- 2024 : Fortune de France de Christopher Thompson

## Théâtre
- 2001-2002 : Cravate club, mise en scène Isabelle Nanty, (Prix du jeune théâtre Béatrix Dussane-André Roussin)
- 2007 : Irrésistible, mise en scène Isabelle Nanty
- 2010 : Chien-Chien , mise en scène Jérémie Lippmann, Théâtre de l'Atelier
- 2011 : Quelqu'un comme vous, mise en scène Isabelle Nanty, Théâtre du Rond-Point
- 2014 : La Porte à côté, mise en scène Bernard Murat, Théâtre Edouard VII, (Prix Beaumarchais-Le Figaro)
- 2017 : La Vraie vie, mise en scène Bernard Murat, Théâtre Edouard VII
- 2019 : Encore un instant, mise en scène Bernard Murat, Théâtre Edouard VII